# Église Saint-Martin de Salles-Arbuissonnas-en-Beaujolais
L'église Saint-Martin de Salles-Arbuissonnas-en-Beaujolais est une église catholique située à Salles-Arbuissonnas-en-Beaujolais dans le département du Rhône en région Auvergne-Rhône-Alpes. Elle se trouve dans l'ancienne commune de Salles et était utilisée par les chanoinesses du chapitre de Salles-Arbuissonnas-en-Beaujolais. Elle a été classée au titre de monument historique par la liste de 1862.

## La fondation du prieuré de Saint-Martin-de-Salles
En 960, le seigneur de Beaujeu cède des terres et un prieuré bénédictin sous l’autorité de l’abbé de Cluny s'installe à Salles en Beaujolais. Sans doute au milieu du XIIe siècle, les moines construisent une église et un cloître. Ils aménagent également des bâtiments nécessaires à la vie d'un prieuré (salle capitulaire, dortoir, parloir, cellier, cantine). L'église a été remaniée à plusieurs reprises au cours des siècles.

## Description de l'église

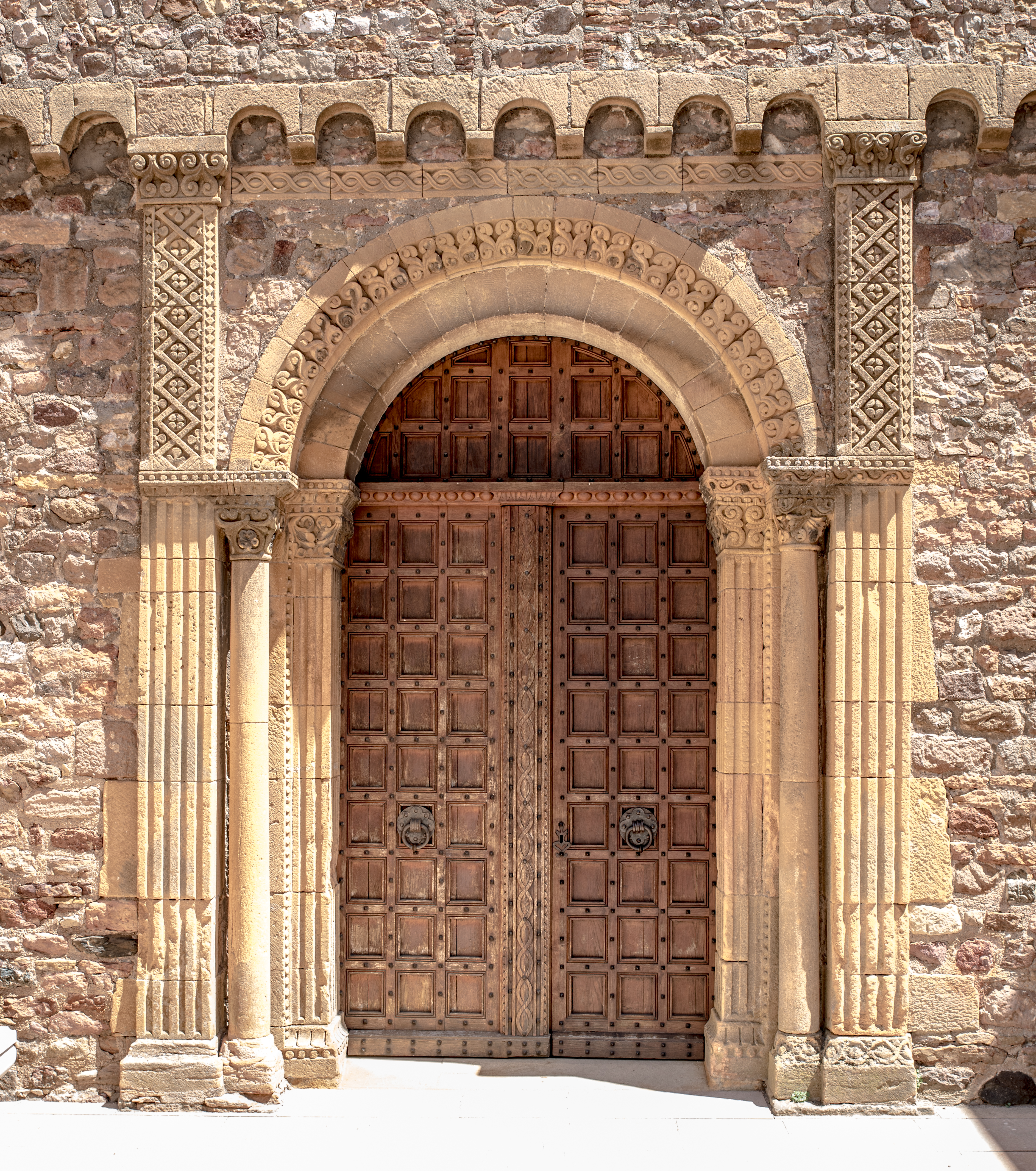
Portail de l'église

L'église a un plan en croix latine caractéristique des églises romanes clunisiennes. Elle a un sol incliné de l'entrée vers l'autel et on y accède par un escalier chantourné.
Le patrimoine classé au titre d'objet depuis 1983 dans la base Palissy du patrimoine mobilier français du Ministère de la Culture est riche. Ce sont des statues et du mobilier liturgique. 

### Portail
Le portail est de style roman. Il s'inscrit dans un cadre formé de deux pilastres, de colonnettes à chapiteaux ornés de feuillages et d'une guirlande de petites arcades.

### Clocher
Il date de la première moitié du XIIe siècle et il surmonte la croisée du transept. Il est composé de trois niveaux quadrangulaires : une base aveugle, un deuxième niveau percé sur chaque face par une baie en plein cintre et un troisième niveau d'arcature à claire-voie. Il est recouvert d'un toit plat à quatre pans, que l'on retrouve dans la majorité des églises bâties dans le Beaujolais au XIIe siècle. Les colonnettes d'angle qui encadrent l'arcature rappellent le clocher de Beaujeu.

### Abside
L'extrémité des trois bras de croix sont accusés par des pignons qui s'élèvent de près d'un mètre au-dessus des toitures. Ces pignons sont recouverts depuis 1840 de dalles en pierre de taille. Il y avait auparavant des dalles en pierre de lave qui avaient remplacé de belles arcatures lombardes moulurées reproduisant exactement l'aspect actuel du pignon d'entrée qui seul a été restitué. le haut des pignons était surmonté d'une croix.
La partie circulaire de l'abside est couronnée d'une corniche composée de petites consoles, que l'on pouvait autrefois retrouver sur l'ensemble de l'édifice.

### Statues
Les statues datent du début XIXe siècle. Dans le transept nord, on trouve une statue représentant le patron de l'église Saint Martin de Tours ainsi que Saint Vincent de Saragosse . Dans le transept sud, on peut découvrir une statue de Sainte Philomène, dans la nef, sur la gauche, une statue du curé d'Ars.

### Vitraux

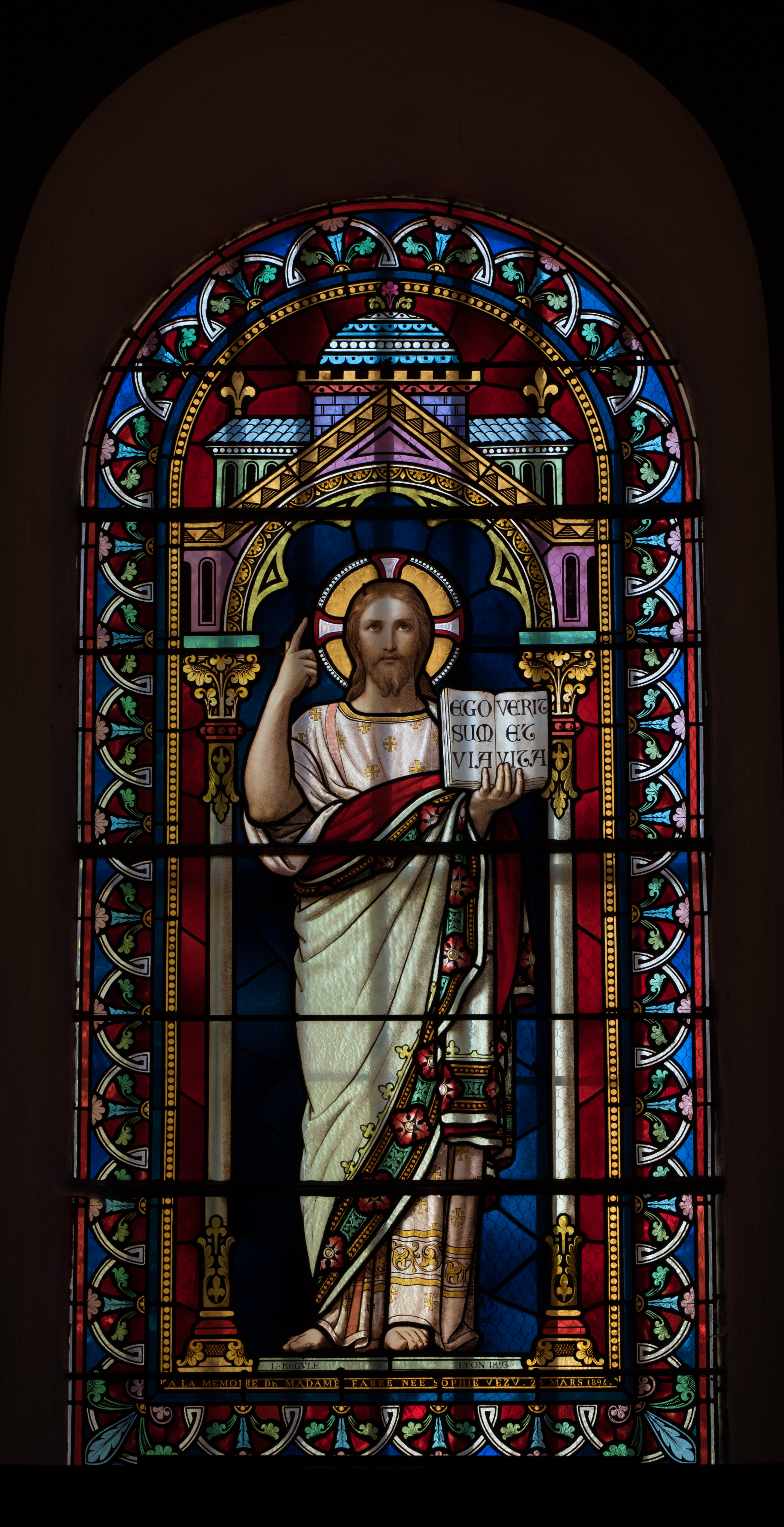
Vitrail représentant le Christ en gloire

Les vitraux du chœur sont de Bégule et datent de 1893. 
La baie centrale de l'abside représente au centre, le Christ en gloire, à gauche, Saint Martin et à droite, Saint Anne enseignant la Vierge .

### Mobilier liturgique
Les objets comme la chaire, 
le maître-autel, 

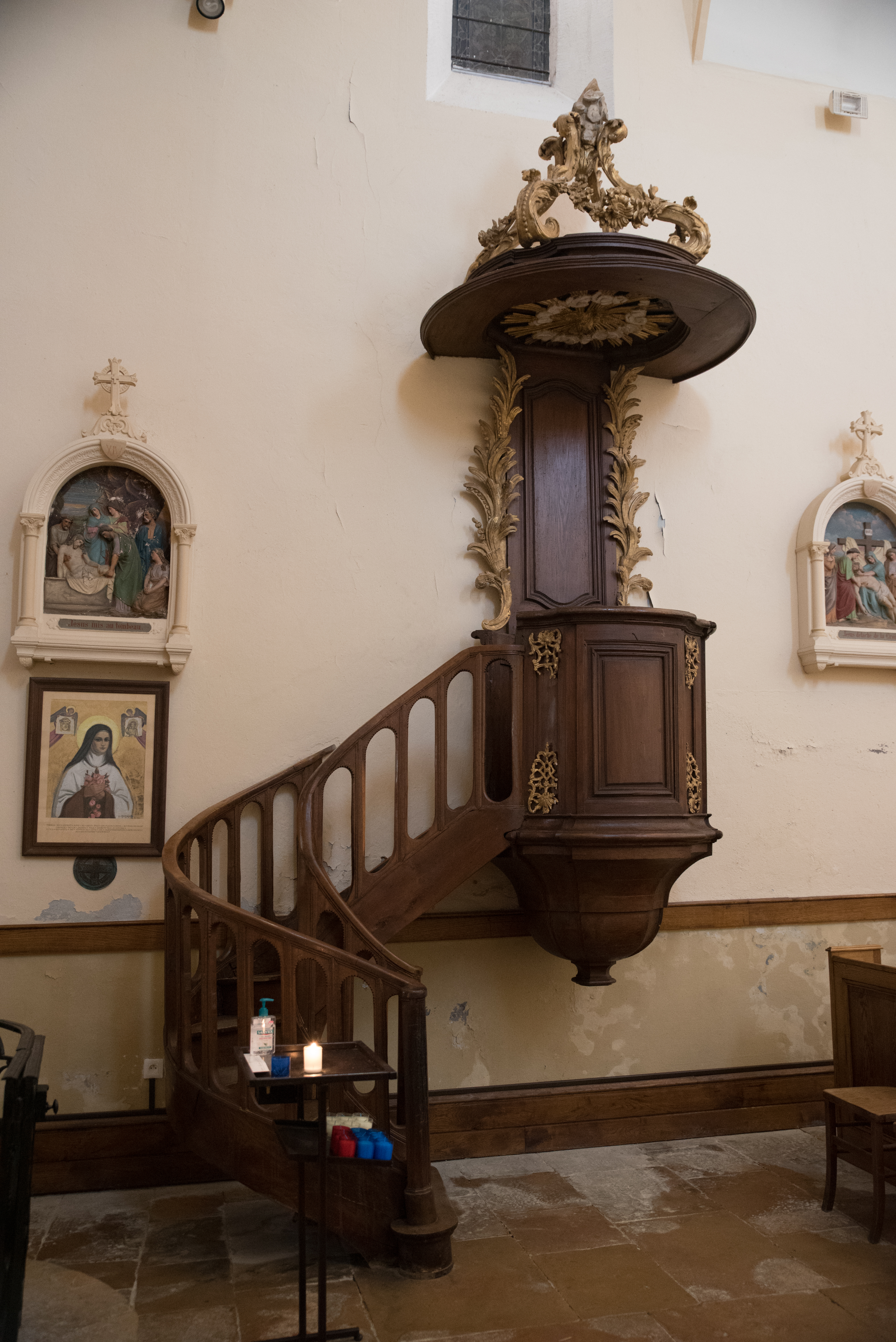
La chaire

une clôture de chœur en fer forgé avec des volutes et des perles,
les consoles dans le transept nord,
les lustres,
font partie du patrimoine de la base Palissy.
La poutre de gloire est en fer forgé et date de la fin du XVIIIe siècle. Elle est composée de motifs en spirales et en grecques et est accompagnée d'une statue en bois représentant le Christ en croix.

### Tableau
Un tableau de William Adolphe Bouguereau de 1825 représentant la Vierge consolatrice est exposé dans la nef. L'original est au Louvre. 

### Mobilier des chanoinesses
Les chanoinesses du chapitre de Salles utilisaient l'église et on retrouve des traces de leur présence à travers le mobilier. Dans le chœur, les vingt-trois stalles classées dans la base Palissy sont réalisées en chêne sculpté. Chacune a une miséricorde terminée par un gland. Elles datent du XVIIIe siècle.
Dans le plafond de la croisée du transept, une horloge servait probablement à indiquer les heures de prière des chanoinesses.
Au-dessus du vitrail central du chœur, un vitrail représente la croix des chanoinesses stylisée avec des fleurs et portant leur devise. Il a été réalisé en 1843 par l'architecte Desjardins.